# Ptychadena perreti
Ptychadena perreti är en groddjursart som beskrevs av Jean Guibé och Lamotte 1958. Ptychadena perreti ingår i släktet Ptychadena och familjen Ptychadenidae. IUCN kategoriserar arten globalt som livskraftig. Inga underarter finns listade i Catalogue of Life.